# Thomas Janeschitz
Thomas Janeschitz (ur. 22 czerwca 1966 w Wiedniu) – austriacki piłkarz grający na pozycji napastnika i trener piłkarski.

## Kariera piłkarska

### Kariera juniorska
Janeschitz zaczął treningi piłki nożnej w 1972 w Austrii Wiedeń. W 1981 trafił do SV Kagran, a w 1982 przeszedł do Wiener SC. W 1984 został włączony do pierwszej drużyny.

### Kariera profesjonalna
W Wiener SC grał do 1987, po czym został zawodnikiem Kremser SC. W 1988 zdobył z tym klubem Puchar Austrii. W 1990 wrócił do Wiener SC. W 1993 został zawodnikiem FC Tirol Innsbruck. W 1997 trafił do Austrii Wiedeń, w której grał do 1999, po czym zakończył karierę.
W reprezentacji Austrii rozegrał 1 mecz (19 maja 1993 ze Szwecją).

## Kariera trenerska
W latach 1999–2001 trenował juniorską drużynę (11–14 lat) Rapidu Wiedeń. W latach 2001–2002 prowadził młodzieżowy (U-19) zespół Admiry Wacker Mödling. W latach 2002–2005 był trenerem Frank Stronach Akademie. W latach 2005–2006 był asystentem selekcjonera Austrii Magna. W latach 2006–2008 trenował amatorski zespół Austrii Wiedeń. W styczniu 2009 został zatrudniony w Österreichischer Fußball-Bund jako kierownik szkolenia oraz trener kadry młodzieżowej. W listopadzie 2011 został asystentem selekcjonera reprezentacji Austrii, jednocześnie pozostając kierownikiem szkolenia ÖFB. W lutym 2016 na stanowisku kierownika szkolenia został zastąpiony przez Williego Ruttensteinera, jednakże pozostał asystentem selekcjonera reprezentacji. Pod koniec 2017 roku zrezygnował ze stanowiska.